# Life in General
Life in General è un album della band pop punk statunitense MxPx pubblicato nel 1996. Vi è contenuta “Chick Magnet”, considerata la canzone più famosa del gruppo.

## Tracce
1. Middlename – 2:55
2. My Mom Still Cleans My Room – 2:50
3. Do Your Feet Hurt – 3:10
4. Sometimes You Have to Ask Yourself – 2:19
5. The Wonder Years – 1:51
6. Move to Bremerton – 3:35
7. New York to Nowhere – 2:16
8. Andrea – 1:46
9. Your Problem, My Emergency – 3:16
10. Chick Magnet – 3:12
11. Today Is in My Way – 3:06
12. Sorry So Sorry – 2:14
13. Doing Time – 1:23
14. Correct Me If I'm Wrong – 2:33
15. Cristalena – 2:01
16. Destroyed by You – 2:33
17. Southbound – 2:34

## Formazione
- Mike Herrera (voce e basso)
- Tom Wisniewski (chitarra)
- Yuri Ruley (batteria)